# Todd Rundgren
Todd Harry Rundgren (Upper Darby, Pennsylvania, 22 juni 1948) is een Amerikaans muzikant, singer-songwriter en muziekproducent. Hij is in Nederland vooral bekend van zijn hit I Saw the Light.

## Biografie

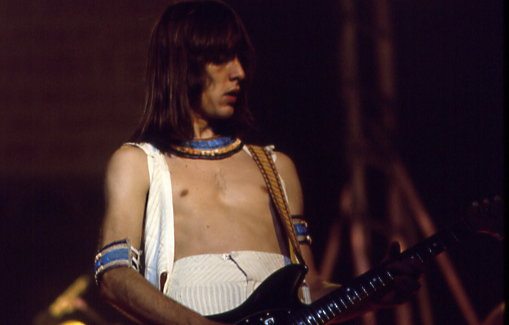
Rundgren in 1976

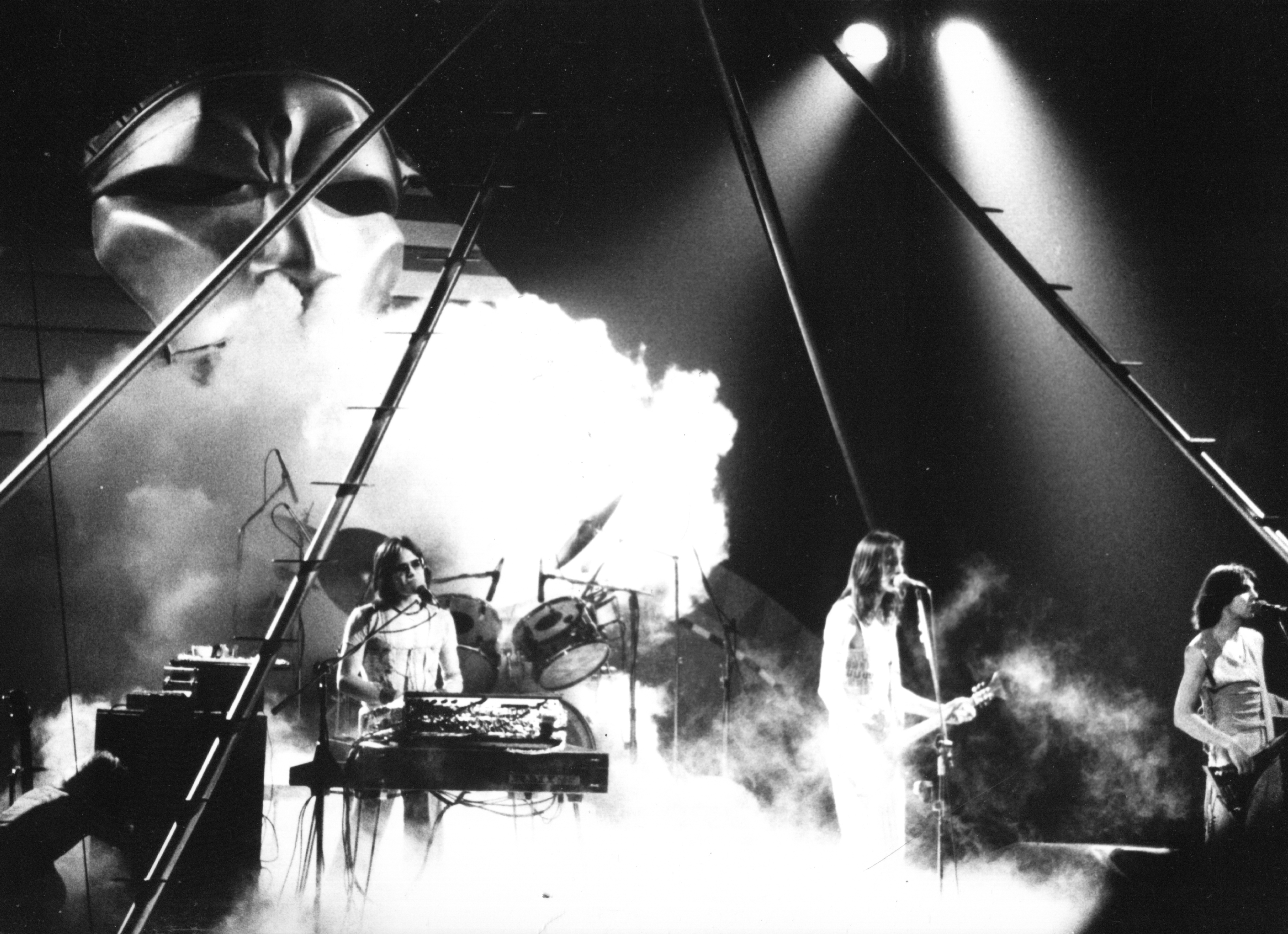
Utopia (1977), met Roger Powell, Todd Rundgren, Kasim Sult

Rundgren werd geboren in Philadelphia. In de jaren zestig speelde hij in een bluesgroep genaamd Woody's Truck Stop. Samen met bassist Carson Van Osten verliet hij deze band om in 1967 de psychedelische-rockband Nazz op te richten. Nazz bestond uit Rundgren, Van Osten, drummer Thom Mooney en toetsenist Robert Antoni. Ze brachten twee studioalbums uit en behaalden commercieel succes met de single "Hello It's Me".
Twee jaar na de oprichting verliet Rundgren Nazz. In 1969 bracht hij onder de naam Runt een gelijknamig album uit. In 1970 verscheen het tweede album, Runt. The Ballad of Todd Rundgren. Met We Gotta Get You a Woman scoorde Rundgren zijn eerste hit in Amerika. Runt bestond verder uit Hunt Sales (drums) en zijn broer Tony Sales (basgitaar), maar Rundgren speelde zelf vrijwel alle partijen. In 1972 verscheen onder zijn eigen naam het dubbelalbum Something/Anything?, dat onder meer de hit "I Saw the Light" en een aangepaste versie van "Hello It's Me" bevat.
Vanaf het volgende album, A Wizard, a True Star uit 1973, raakte Rundgren beïnvloed door progressieve rock en begon hij te experimenteren met drugs. Deze invloeden werden uitgediept met de band Utopia, die hij in 1974 oprichtte. In verschillende bezettingen zou deze band tot 1986 blijven bestaan. In de tussentijd bleef Rundgren ook als solo-artiest actief.
In december 2020 bracht Rundgren een Engelstalige cover uit van Youp van 't Heks kersthit Flappie (1981). Van 't Hek wist niet dat Rundgren het nummer had opgenomen en uitgebracht. Rundgren had nog nooit een kerstnummer opgenomen maar werd door zijn platenlabel overgehaald om toch met een nummer te komen. Hij kwam na een zoektocht uit bij Flappie en besloot een cover te maken. Overigens nam Rundgren de tekst van het komische lied te serieus; in een interview met Rolling Stone zei hij dat het "blijkbaar (...) een vrij gewoon iets" is om met kerst een konijn te eten dat is opgevoed door een van de kinderen des huizes.
Rundgren is ook een veelgevraagd producent, onder meer voor The Band, Patti Smith, Paul Butterfield, The Tubes, Meat Loaf, XTC en Bad Religion.

## Privéleven
Rundgren had van 1972 tot 1977 een relatie met zangeres en model Bebe Buell. Vlak voordat ze uit elkaar gingen, beviel Buell van een dochter. Rundgren besloot om bij het meisje, Liv Tyler, betrokken te blijven. Op haar 11e kwam Tyler erachter dat niet Rundgren maar Aerosmith-zanger Steven Tyler haar biologische vader is.

## Discografie

### Albums
- Nazz (1968), met Nazz
- Nazz Nazz (1969), met Nazz
- Runt (1970), met Runt
- Runt. The Ballad of Todd Rundgren (1971), met Runt
- Something/Anything? (1972)
- A Wizard, a True Star (1973)
- Todd (1973)
- Todd Rundgren's Utopia (1974), met Utopia
- Another Live (1975), livealbum met Utopia
- Initiation (1975)
- Faithful (1976)
- Ra (1977), met Utopia
- Oops! Wrong Planet (1977), met Utopia
- Hermit of Mink Hollow (1978)
- Back to the Bars (1978), livealbum
- Adventures in Utopia (1980), met Utopia
- Deface the Music (1980), met Utopia
- Healing (1981)
- Swing to the Right (1982), met Utopia
- Utopia (1982), met Utopia
- The Ever Popular Tortured Artist Effect (1983)
- Oblivion (1984), met Utopia
- A Cappella (1985)
- P.O.V. (1985), met Utopia
- Trivia (1986), compilatie van Utopia
- Nearly Human (1989)
- 2nd Wind (1991)
- Redux '92: Live in Japan (1992), met Utopia
- No World Order (1993)
- The Individualist (1995)
- Up Against It (1997)
- With a Twist (1997)
- One Long Year (2000)
- Liars (2004)
- Arena (2008)
- Todd Rundgren's Short Johnson (2010), ep
- State (2013)
- Global (2015)
- Runddans (2015), met Hans-Peter Lindstrøm en Emil Nikolaisen
- White Knight (2017)
- A Wizard a True Star...Live! (2020)

| Album met eventuele hitnotering(en) in de Nederlandse Album Top 100 | Datum van verschijnen | Datum van binnenkomst | Hoogste positie | Aantal weken | Opmerkingen |
| ------------------------------------------------------------------- | --------------------- | --------------------- | --------------- | ------------ | ----------- |
| Ra                                                                  | 1977                  | 29-01-1977            | 31              | 8            | met Utopia  |

### Singles
| Single met eventuele hitnotering(en) in de Nederlandse Top 40 | Datum van verschijnen | Datum van binnenkomst | Hoogste positie | Aantal weken | Opmerkingen |
| ------------------------------------------------------------- | --------------------- | --------------------- | --------------- | ------------ | ----------- |
| I Saw The Light                                               | 1972                  | 20-05-1972            | tip11           |              |             |
| Flappie                                                       | 2020                  | 12-12-2020            | tip26           | 3            |             |

| Single met hitnotering(en) in de Vlaamse Ultratop 50 | Datum van verschijnen | Datum van binnenkomst | Hoogste positie | Aantal weken | Opmerkingen      |
| ---------------------------------------------------- | --------------------- | --------------------- | --------------- | ------------ | ---------------- |
| Loving You's a Dirty Job but Somebody's Gotta Do It  | 1985                  | 11-01-1986            | 35              | 3            | met Bonnie Tyler |